# Jongdzin Ješe Gjelcen
Jongdzin Ješe Gjelcen (tibetsky ཡོངས་འཛིན་ཡེ་ཤེས་རྒྱལ་མཚན་།; 1713–1793) byl tibetský Mistr a spisovatel 18. století. Dosáhl dokonalého vzdělání v Učení Súter i Tanter. Byl hlavním Guruem osmého Dalajlamy (1758–1804). Mnoho let svého života zasvětil meditaci v různých jeskyních a na odlehlých místech. Studoval v klášteře Taši Lhünpo. V r. 1756 založil klášter Taši Samten Ling.
Byl velmi plodným autorem. Jeho dílo je shrnuto do devatenácti velkých svazků, ve kterých nalézáme nepřeberné množství delších i kratších textů o nejrůznějších tématech Dharmy.

## Dílo
- Jongdzin Ješe Gjelcen: Výklad Džátak (v tibetštině)
- Jongdzin Ješe Gjelcen: životopisy velkých Mistrů tradice Lamrim (v tibetštině)
- Jongdzin Ješe Gjelcen: výklad Guru Pudži (v tibetštině)
- Jongdzin Ješe Gjelcen: životní příběhy Šestnácti Arhatů (v tibetštině)
- Jongdzin Ješe Gjelcen: obsáhlá vysvětlení Výcviku mysli – Lodžongu (v tibetštině)
- Jongdzin Ješe Gjelcen: komentář o mysli a myslných okolnostech (v tibetštině)
- JONDZIN JEŠE GJELCEN. Zkrocení tří jedů. Překlad z tibetštiny do češtiny Jiří Bílek. [s.l.]: Edition Rabten, 2017. 172 s. ISBN 978-2-88925-062-2. (tibetsko-český)
- Yongdzin Yeshe Gyaltsen: Elixir of Immortality, a Mahayana mind training Manual; překlad z tibetštiny do angličtiny: Vincent Montenegro; Ganden mountain press
- Yongdzin Yeshe Gyaltsen: a Necklace for the lucid, překlad z tibetštiny do angličtiny: Vincent Montenegro; Montenegropress
- The collected works (gsuṅ-ʾbum) of Tshe-mchog-gliṅ Yoṅs-ʾdzin Ye-śes-rgyal-mtshan.
- The Necklace of Clear Understanding, An Elucidation of Mind and Mental Factors (Tib. སེམས་དང་སེམས་བྱུང་གི་ཚུལ་གསལ་པར་སྟོན་པ་བློ་གསལ་མགུལ་རྒྱན་)